# Мошников, Константин Матвеевич
Константи́н Матве́евич Мошников (8 января 1924, Уна, Архангельский уезд, Архангельская губерния, СССР — 23 сентября 2010, Мурманск, Россия) — старший мастер добычи производственно-рефрижераторного траулера «Заполярный» Мурманского тралового флота, Герой Социалистического Труда.

## Биография
Родился 8 января 1924 года в деревне Уна Архангельского уезда Архангельской губернии (ныне Приморского района Архангельской области). Трудовую деятельность начал с 11 лет, работая в леспромхозе.
Призван в ряды Красной Армии в сентябре 1941 года. Проходил службу в 432-й лыжной разведывательной роте. Участник боёв за Тихвин. Мошников К. М. демобилизован после лечения в госпитале, в который попал в результате тяжёлого ранения на фронте в феврале 1942 года. В этом же году возвратился на родину. Неоднократно пытался вернуться на фронт, но так как в связи с ранением был признан негодным к службе, в военкомате получал отказ.
С февраля 1946 года проживал в городе Мурманске, где работал на траловом флоте. Был признанным мастером по лову рыбы в стране, дослужился до должности старшего тралмайстера.
В 1955—1956 годы принимал участие в первой советской антарктической экспедиции.
В конце 1950-х годов в городе Киль участвовал в приёмке одного из первых в СССР больших морозильных рыболовных траулеров БМРТ-252 «Гоголь», а также прошёл обучение по новаторскому методу добычи рыбы — кормовому тралению. В 1964 году БМРТ «Гоголь» был установлен рекорд по вылову рыбы — 123 тысячи центнеров.
Досрочно выполнил личные социалистические обязательства и плановые производственные задания Восьмой пятилетки (1965—1970). Указом Президиума Верховного Совета СССР от 26 апреля 1971 года «за выдающиеся успехи, достигнутые в выполнении заданий пятилетнего плана по развитию рыбного хозяйства» удостоен звания Героя Социалистического Труда с вручением ордена Ленина и золотой медали Серп и Молот.
Мошников продолжал работу на траловом флоте да выхода на пенсию в 1988 году. Умер 23 сентября 2010 года.
Похоронен на новом городском кладбище Мурманска.

## Награды
- Медаль «Серп и Молот» Героя Социалистического Труда
- Орден Ленина
- Орден Отечественной войны I степени (1985)
- Орден Трудового Красного Знамени
- Медали, в том числе:
  - Медаль «За отвагу»
  - Медаль «За трудовое отличие»
  - Медаль «За оборону Ленинграда»
  - Медаль «За победу над Германией в Великой Отечественной войне 1941—1945 гг.»
  - Юбилейная медаль «Двадцать лет Победы в Великой Отечественной войне 1941—1945 гг.»
  - Юбилейная медаль «Тридцать лет Победы в Великой Отечественной войне 1941—1945 гг.»
  - Юбилейная медаль «Сорок лет Победы в Великой Отечественной войне 1941—1945 гг.»
- Почетный гражданин города-героя Мурманска (2008).